# Henning (film)
Henning er en dansk kortfilm fra 2004 instrueret af Henrik Vestergaard Nielsen efter eget manuskript.

## Handling
Denne artikel mangler et handlingsreferat. Hjælp os med at skrive det.

## Medvirkende
- Thomas Biehl, Mads
- Lars Høy, Henning
- Inge Kristiane Kær, Død kvinde
- Laura Wilhelmi Ljungdalh, Mia